# St. Jakobs-Denkmal

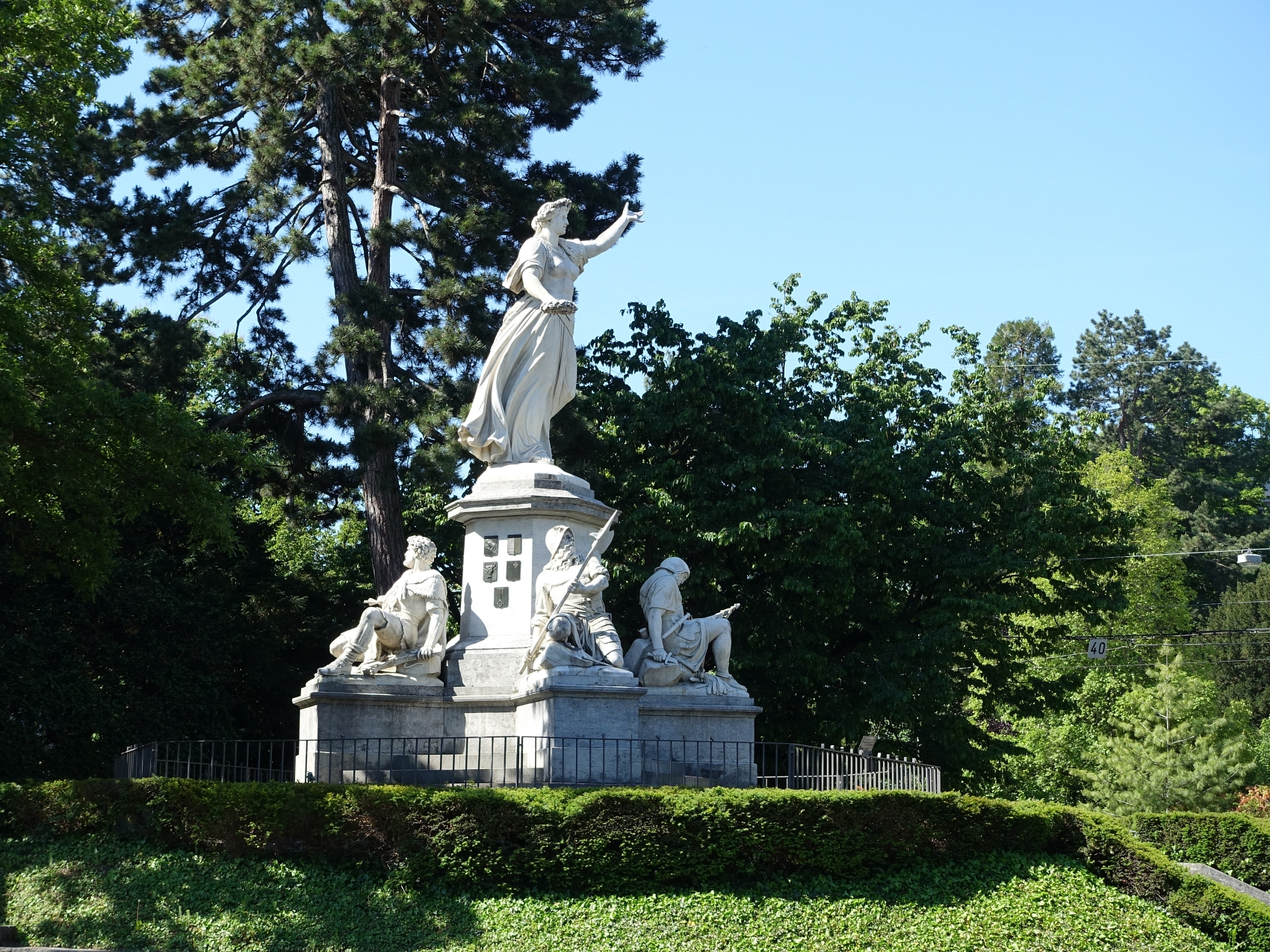
St. Jakobs-Denkmal von Ferdinand Schlöth

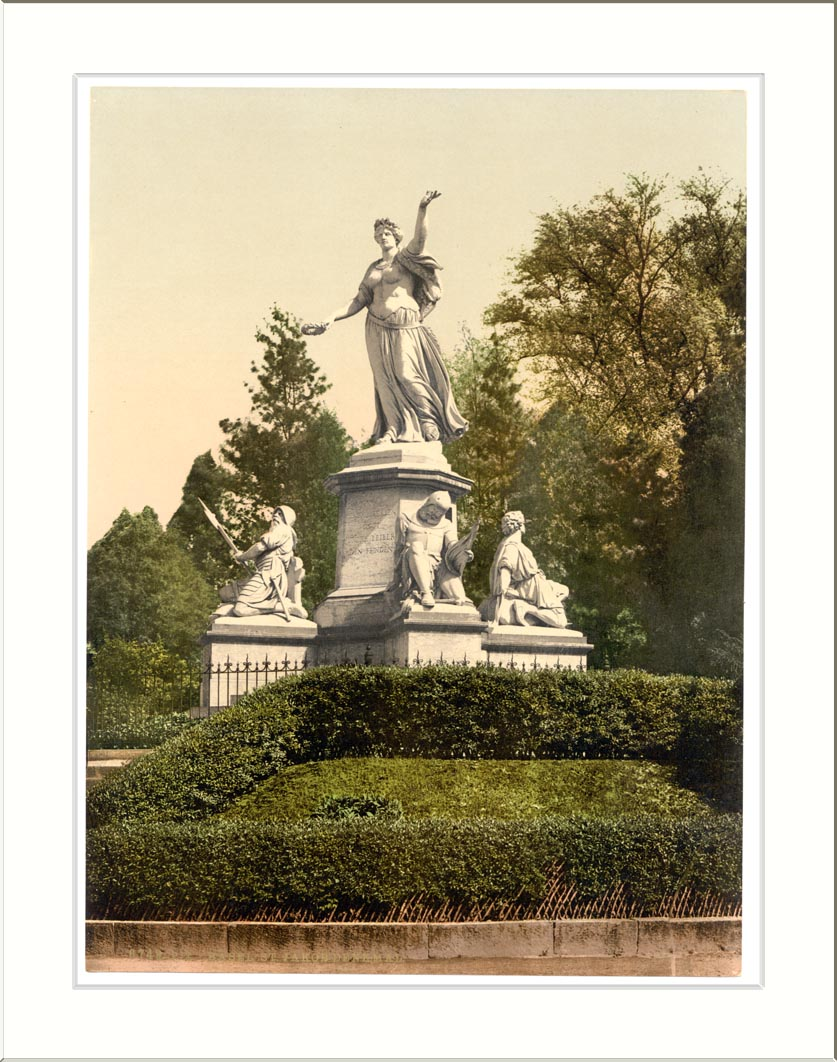
St. Jakobs-Denkmal

Das St. Jakobs-Denkmal ist ein Denkmal in Basel in Erinnerung an die Schlacht bei St. Jakob an der Birs von 1444. Es wurde von Ferdinand Schlöth geschaffen und 1872 in Basel aufgestellt.

## Geschichte und Beschreibung

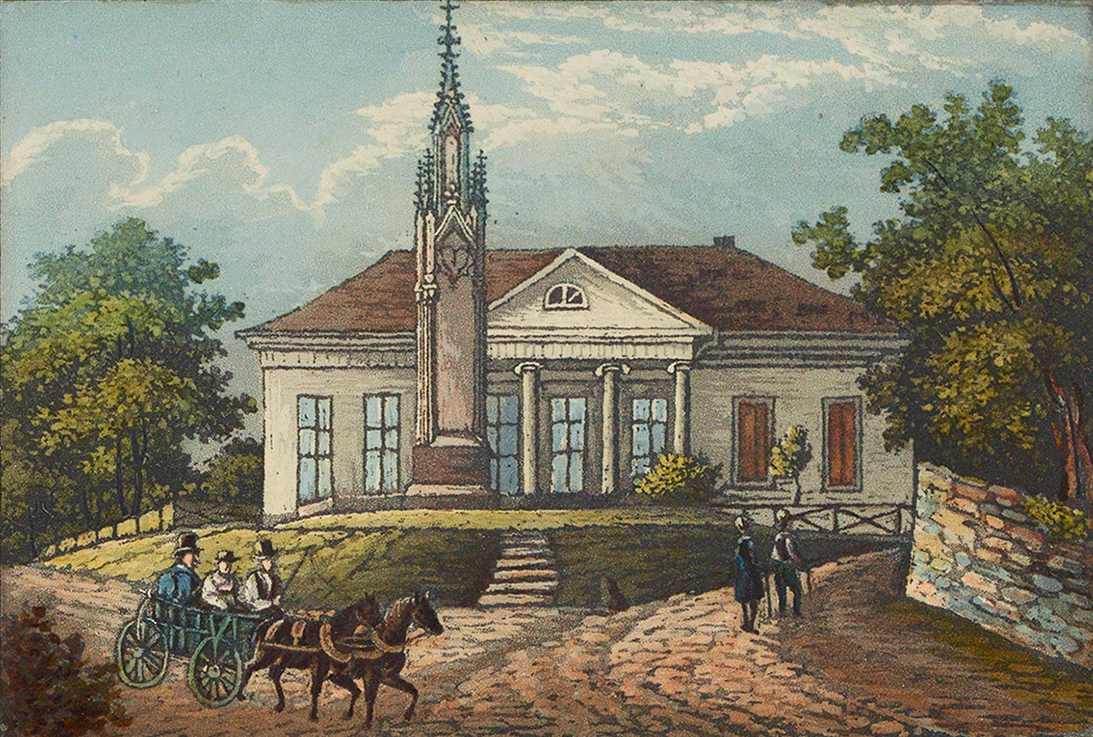
Das St.-Jakobsdenkmal von 1824

Bereits 1824 wurde an der St. Jakobsstrasse in Basel zum Gedenken an die Schlacht bei St. Jakob ein Denkmalpfeiler aus Sandstein nach dem Entwurf des Malers Marquard Wocher aufgestellt. Das alte St.Jakobs-Denkmal war in der Mitte des 19. Jahrhunderts bereits stark verwittert. 1859 führte der Basler Kunstverein einen Wettbewerb für ein neues Denkmal durch, der aber kein klares Resultat brachte. Johann Im Hof war die treibende Kraft, dass das Denkmal verwirklicht werden konnte.
In der Folge entwickelte sein Freund Ferdinand Schlöth in Rom die schliesslich realisierte Lösung: Auf einem Sockel schwebt Helvetia und bringt vier sterbenden Eidgenossen, die um den Sockel gruppiert sind, den Ruhmeskranz. Bei einem der Krieger handelt es sich um ein Selbstporträt von Schlöth. Die fünf Figuren bestehen aus Carrara-Marmor, der nicht von Schlöth entworfene kreuzförmige Sockel aus Kalkstein.